# Sweno (Flugzeugprojekt)

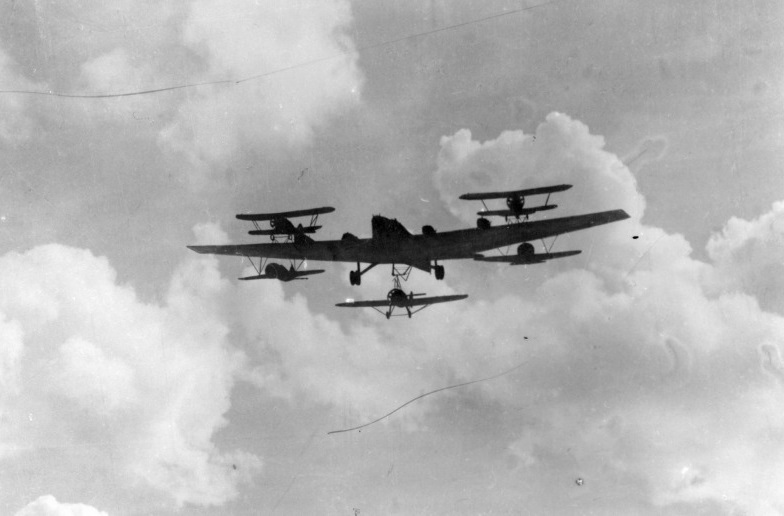
Die Sweno-Kombination „Awiamatka“ im Flug

Sweno (russisch звено für Kette bzw. Schwarm, [zven'ɔ]) ist die Bezeichnung für ein Flugzeugprojekt, das man ab Anfang der 1930er Jahre in der UdSSR testete. Dabei wurden an einem schweren Bombenflugzeug auf und unter den Tragflächen sowie unter dem Rumpf Vorrichtungen zum Befestigen von kleinen, einsitzigen Jagdflugzeugen angebracht. Im Falle eines Angriffs durch gegnerische Abfangjäger sollten sich diese Flugzeuge vom Mutterflugzeug („Awiamatka“) lösen und es verteidigen. Nach erfolgreichem Einsatz war entweder ein selbständiger Rückflug oder ein erneutes Einklinken am Bomber vorgesehen.

## Entwicklung und Einsatz

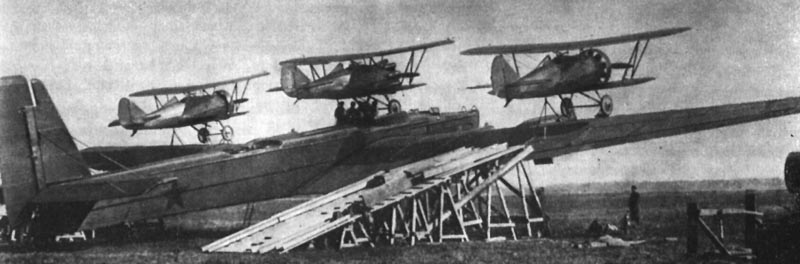
Sweno 2

Der Flugingenieur Wladimir Wachmistrow, der Erfinder von Sweno, ließ sich bei dieser Art von Einsätzen wahrscheinlich durch die Tests von Luftschiffen mit angekoppelten Doppeldeckern inspirieren, die nach Ende des Ersten Weltkrieges in Deutschland, Großbritannien und insbesondere den USA (Curtiss F9C) durchgeführt wurden. Für die notwendigen aerodynamischen Berechnungen sowie die Entwicklung der Befestigungen beauftragte man das ZAGI, die praktische Umsetzung erfolgte in den Werkstätten von Monino bei Moskau.
Die ersten Versuche fanden am 3. Dezember 1931 mit dem gerade neu entwickelten TB-1-Bomber sowie zwei I-4-Jägern unter der Bezeichnung Sweno 1 (S-1) statt. Dabei zeigte es sich, dass ein zeitlich verschobenes Ausklinken der beiden auf dem Flügel befestigten I-4 ohne Probleme möglich war.
Im September 1933 erprobte man eine Sweno 1a genannte Kombination aus einer TB-1 und zwei I-5. Ein aus insgesamt vier Flugzeugen bestehendes Sweno-Gespann nahm ab August 1934 die Erprobung auf; es bestand aus drei I-5 auf Rumpf und Tragflächen sowie der gerade neu entwickelten viermotorigen TB-3 aus dem OKB Tupolew.
Bisher war bei diesen Versuchen nur ein Ablösen vom Mutterflugzeug getestet worden, danach mussten die Maschinen aus eigener Kraft zum Stützpunkt zurückkehren. Bei einer als Sweno 5 bezeichneten Variante koppelte sich am 23. März 1935 das I-Z-Flugzeug nach erfolgtem Ausklinken erfolgreich in einem unter dem Rumpf der Trägermaschine befindlichen Gestell wieder ein. Die Tests gipfelten schließlich in der Kombination Sweno Awiamatka, wobei eine TB-3 zwei I-5 auf den Tragflächen, zwei I-16 darunter und eine I-Z unter dem Rumpf beförderte. Insgesamt wurden bis 1939 zwölf verschiedene Sweno-Kombinationen erprobt.
Während des Großen Vaterländischen Krieges setzte man Sweno nach sowjetischen Angaben sechzehnmal gegen die deutschen Truppen ein. Die Gruppe bestand dabei aus TB-3M-34R mit zwei untergehängten, speziell umgerüsteten I-16SPB (Sweno SPB), die zusätzlich noch je zwei 250-kg-Bomben beförderten. Am 1. August 1941 wurden die Hafenanlagen von Constanța in Rumänien mit Anflug über das Schwarze Meer bombardiert. Der Angriff war sehr erfolgreich, es wurde insbesondere die große Brücke zum Hafen so schwer beschädigt, dass sie während des ganzen Krieges nie wieder vollständig repariert werden konnte. Nach diesem Überraschungserfolg stellte sich jedoch die Luftabwehr auf diese Angriffe ein, so dass die Erfolge abnahmen und die Verluste stiegen. Weiterhin lag Rumänien schon bald außerhalb der Reichweite der Sweno-Gespanne. Die langsamen TB-3-Trägerflugzeuge wurden zudem eine leichte Beute für die Jagdflugzeuge der Achsenmächte und deshalb aus den kämpfenden Einheiten abgezogen. Am 18. September 1941 erfolgte der letzte Einsatz dieser Art gegen die Dnepr-Brücken bei Saporischschja.
Eine andere Art von Mutter-Tochter Kombinationen („Mistel“) wurde während der Endphase des Zweiten Weltkrieges in Deutschland konstruiert. Dabei befestigte man einen Messerschmitt Bf 109 oder Focke-Wulf Fw 190-Jäger auf einer unbemannten Junkers Ju 88. Dieser zweimotorige Bomber wurde mit Sprengstoff beladen, vom Huckepack-Flugzeug zum Einsatzraum geflogen und dort ausgeklinkt. Ähnlich dem Sweno war auch diesen Projekten kein allzu großer Erfolg in der Praxis beschieden.

## Sweno-Kombinationen

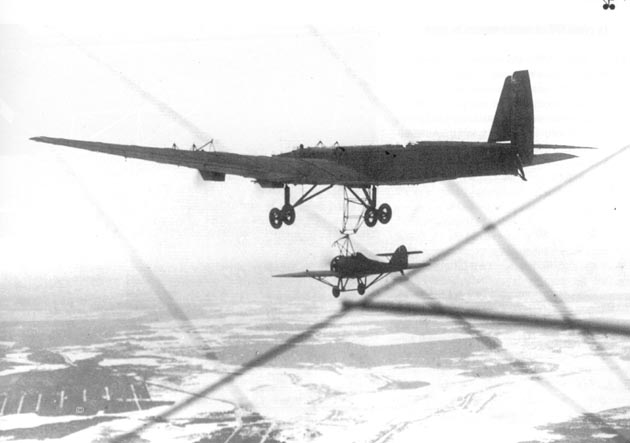
Sweno 5

| Bezeichnung | Trägerflugzeug | Begleitjäger                                                                                                  | Erstflug          |
| ----------- | -------------- | --- | ----------------- |
| S-1         | TB-1           | zwei I-4 auf den Tragflügeln                                                                                  | 3. Dezember 1931  |
| S-1a        | TB-1           | zwei I-5 auf den Tragflügeln                                                                                  | September 1933    |
| S-2         | TB-3           | drei I-5 auf Rumpf und Tragflügeln                                                                            | August 1934       |
| S-2a        | TB-3           | zwei I-5 auf den Tragflügeln                                                                                  | August 1934       |
| unbekannt   | TB-3           | eine I-5 auf dem Rumpf                                                                                        | 1935              |
| S-3         | TB-3           | zwei I-Z unter den Tragflügeln                                                                                | Oktober 1934      |
| S-4         | TB-3           | zwei I-Ze unter den Tragflügeln                                                                               | Mai 1935          |
| S-5         | TB-3           | eine I-Z unter dem Rumpf, nur im Flug aufnehmbar                                                              | 23. März 1935     |
| S-6         | TB-3           | zwei I-16 unter den Tragflügeln                                                                               | August 1935       |
| Awiamatka   | TB-3           | zwei I-5 auf den Tragflügeln zwei I-16 unter den Tragflügeln eine I-Z unter dem Rumpf, nur im Flug aufnehmbar | 20. November 1935 |
| SPB         | TB-3           | zwei I-16 unter den Tragflügeln                                                                               | Juli 1937         |
| S-7         | TB-3           | zwei I-16 unter den Tragflügeln eine I-16 unter dem Rumpf, nur im Flug aufnehmbar                             | November 1939     |

## Technische Daten
| Kenngröße             | Daten                                                                  |
| --------------------- | ---------------------------------------------------------------------- |
| Konzeption            | Leichter Sturzkampfbomber für den Parasiteinsatz                       |
| Trägerflugzeug        | Tupolew TB-3M-34R (Sweno SPB)                                          |
| Besatzung             | 1                                                                      |
| Spannweite            | 9,00 m                                                                 |
| Länge                 | 5,99 m                                                                 |
| Höhe                  | 2,41 m                                                                 |
| Flügelfläche          | 14,54 m²                                                               |
| Leermasse             | 1150 kg                                                                |
| Startmasse            | normal 1470 kg maximal 2070 kg                                         |
| Triebwerk(e)          | ein luftgekühlter 9-Zylinder-Sternmotor M-25E oder M-25W               |
| Startleistung         | 552 kW (751 PS)                                                        |
| Höchstgeschwindigkeit | 455 km/h in 3000 m Höhe                                                |
| Reisegeschwindigkeit  | 360 km/h                                                               |
| Steigzeit             | 6,2 min auf 5000 m Höhe                                                |
| Dienstgipfelhöhe      | 8300 m                                                                 |
| Reichweite            | normal 820 km mit 90 l Zusatzbehälter 1020 km                          |
| Bewaffnung            | zwei starre 7,62-mm-MG über dem Motor zwei 250-kg-Sprengbomben FAB-250 |